# Челпекский аильный округ
Челпекский аильный округ (аймак) — административная единица в Ак-Суйском районе Иссык-Кульской области Кыргызстана.
Код COATE — 41702 225 850 00 0

## Население
По данным переписи 2022 года, в аильном округе проживало 7 975 человек.

## Административное деление
В состав Челпекского аильного округа ныне входят населённые пункты:
- Челпек
- Бурма-Суу
- Таш-Кыя

## Известные уроженцы
- Айым Айтбаева — советская киргизская писательница, член Союза писателей СССР (с 1959 года). Избиралась кандидатом в члены ЦК ВЛКСМ (в 1948 и 1950 год), членом ЦК ЛКСМ Киргизии (в 1948 и 1953 год), кандидатом в члены ЦК КП Киргизии (1956)
- Адыгеев Сулайман Адыгеевич (1921-2009) — Ветеран ВОВ. (1941-1945). Имел десятки медалей, в частности такие как: «За отвагу!». Работал в МВД Кыргызской ССР.[источник не указан 144 дня]
- Искаков Турдукожо Искакович — министр сельского хозяйства Киргиз. ССР. Автор книги За новый подъем животноводства Киргизии[источник не указан 144 дня].
- Табалдыев, Раимбек Джумабаевич — видный советский государственный деятель. Депутат Верховного совета Киргизской ССР.

## Примечание
1. ↑  Государственный классификатор система обозначений объектов административно-территориальных и территориальных единиц Кыргызской республики. Архивная копия от 18 марта 2018 на Wayback Machine — Бишкек: Национальный статистический комитет Кыргызской республики, 2017.
2. ↑  Численность населения областей, районов, городов,поселков городского типа, айылных аймаков и айылов (сел) Кыргызской Республики Архивная копия от 10 ноября 2021 на Wayback Machine (на 2022 год).